# Dolichocybaeus shinkaii
Dolichocybaeus shinkaii är en spindelart som beskrevs av Komatsu 1970. Dolichocybaeus shinkaii ingår i släktet Dolichocybaeus och familjen vattenspindlar. Inga underarter finns listade i Catalogue of Life.